# Tar (Nógrád)
Tar es un pueblo ubicado en el condado de Nógrád, Hungría.

## Superficie
Posee una superficie de 27,34 kilómetros cuadrados.

## Demografía
Hasta 2021 la población era de 1809 habitantes, con una densidad de población de 66,16 habitantes por kilómetro cuadrado.